# Najstarsza winda w Grudziądzu

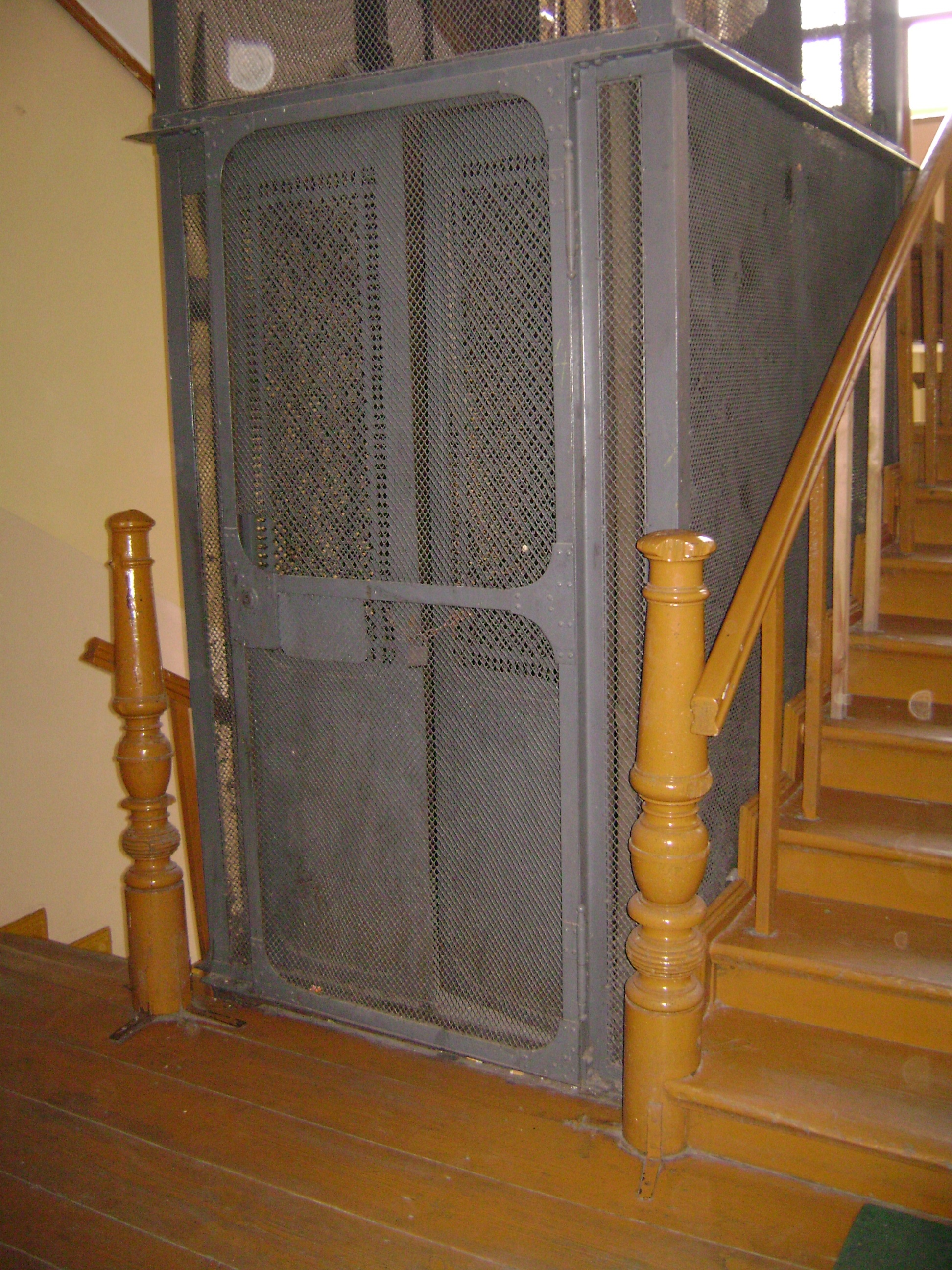
Kabina najstarszej grudziądzkiej windy na IV piętrze kamienicy

Najstarsza winda w Grudziądzu – znajduje się w kamienicy przy ul. Legionów 31. Została zainstalowana podczas budowy budynku w 1890 roku.
Winda przestała funkcjonować po II wojnie światowej. Mechanizm został rozebrany, a niektóre części rozkradzione. Obecnie kamienica, a wraz z nią zabytkowa winda, należą do prywatnego właściciela.
Winda jest starsza od rzekomo najstarszej windy w Europie, znajdującej się w Słupsku, pochodzącej z początku XX wieku. Władze Grudziądza nie zamierzają w najbliższym czasie podjąć działań zmierzających do uznania urządzenia za najstarsze na kontynencie ani do uruchomienia dźwigu.